# انتاموبا ژینژیوالیس
انتامیبا ژینژیوالیس یا آنتاموبا ژینژیوالیس (Entamoeba gingivalis) یک آمیب از شاخه آمیبوزوا است. در برخی موارد بیماری‌زا گزارش شده است. انتامیبا ژینژیوالیس اولین آمیبی است که در بدن انسان کشف شد. این آمیب در دهان ۹۵٪ بیماران مبتلا به پیوره، در فضای بین دندانی لثه‌های چرکی و در شیار لوزه‌ها یافت می‌شود.

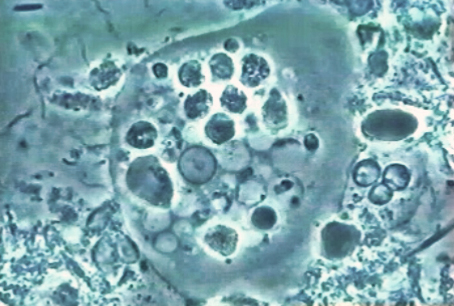
نمونه از دهان بیمار مبتلا به پیوره.